# Big Hits (High Tide and Green Grass)
Albums de The Rolling Stones
Aftermath Between the Buttons
Big Hits (High Tide and Green Grass) est le nom de la première compilation du groupe The Rolling Stones. L’album sort aux États-Unis le 28 mars 1966 et six mois plus tard, le 4 novembre, au Royaume-Uni. Les deux versions ont des couvertures différentes (la face arrière de la version britannique étant la face avant de la version américaine) et comprennent des titres différents.
Cette compilation atteint la troisième place des classements américains (elle y reste pendant deux ans) et la quatrième au Royaume-Uni.
En août 2002, la version américaine de Big Hits (High Tide and Green Grass) est remastérisée et publiée en CD par ABKCO. La version anglaise est sortie en CD au Japon pour une courte période. 
En 2019, ABKCO réédite la version anglaise sous forme de vinyle.

## Titres
Tous les morceaux sont signées de Mick Jagger et Keith Richards sauf précision.

### Version américaine
| No  | Titre                                                            | Durée |
| --- | ---------------------------------------------------------------- | ----- |
| 1.  | (I Can't Get No) Satisfaction                                    | 3:43  |
| 2.  | The Last Time                                                    | 3:40  |
| 3.  | As Tears Go By (Mick Jagger, Keith Richards, Andrew Loog Oldham) | 2:45  |
| 4.  | Time Is on My Side (Norman Meade)                                | 2:58  |
| 5.  | It's All Over Now (Bobby Womack, Shirley Jean Womack)            | 3:26  |
| 6.  | Tell Me (You're Coming Back)                                     | 3:46  |
| 7.  | 19th Nervous Breakdown                                           | 3:56  |
| 8.  | Heart of Stone                                                   | 2:50  |
| 9.  | Get Off of My Cloud                                              | 2:55  |
| 10. | Not Fade Away (Buddy Holly, Norman Petty)                        | 1:48  |
| 11. | Good Times, Bad Times                                            | 2:31  |
| 12. | Play with Fire                                                   | 2:13  |

### Version anglaise
| No  | Titre                                                            | Durée |
| --- | ---------------------------------------------------------------- | ----- |
| 1.  | Have You Seen Your Mother, Baby, Standing in the Shadow?         | 2:34  |
| 2.  | Paint It, Black                                                  | 3:45  |
| 3.  | It's All Over Now (Bobby Womack, Shirley Jean Womack)            | 3:27  |
| 4.  | The Last Time                                                    | 3:40  |
| 5.  | Heart of Stone                                                   | 2:46  |
| 6.  | Not Fade Away (Buddy Holly, Norman Petty)                        | 1:48  |
| 7.  | Come On (Chuck Berry)                                            | 1:49  |
| 8.  | (I Can't Get No) Satisfaction                                    | 3:43  |
| 9.  | Get Off of My Cloud                                              | 2:55  |
| 10. | As Tears Go By (Mick Jagger, Keith Richards, Andrew Loog Oldham) | 2:45  |
| 11. | 19th Nervous Breakdown                                           | 3:57  |
| 12. | Lady Jane                                                        | 3:08  |
| 13. | Time Is On My Side (Norman Meade)                                | 2:53  |
| 14. | Little Red Rooster (Willie Dixon)                                | 3:05  |